# 朱乃亥台遗址
朱乃亥台遗址，位于中国青海省共和县沙珠玉乡岗力卡村，为第四批青海省文物保护单位，公布日期为1986年5月27日，类型为古遗址。
朱乃亥台遗址的历史年代为卡约文化。